# 訃報 1975年3月
訃報 1975年3月（ふほう 1975ねん3がつ）では、1975年（昭和50年）3月中に物故した、又は物故が報じられた人物についてまとめる。

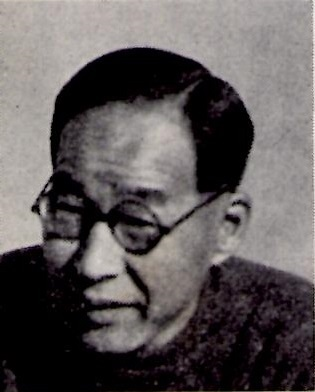
村野四郎 / 3月2日没

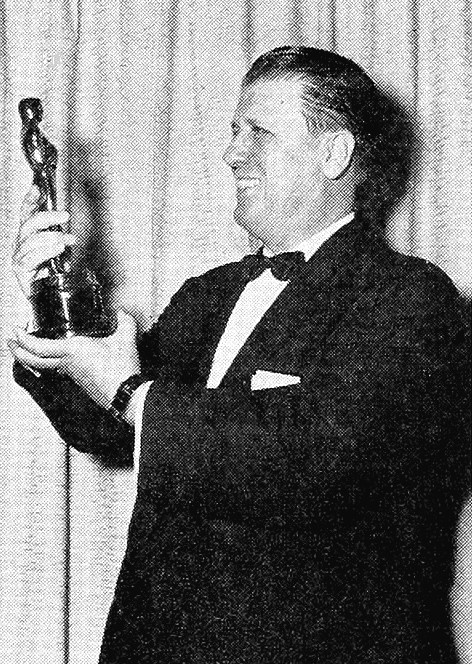
ジョージ・スティーヴンス / 3月8日没

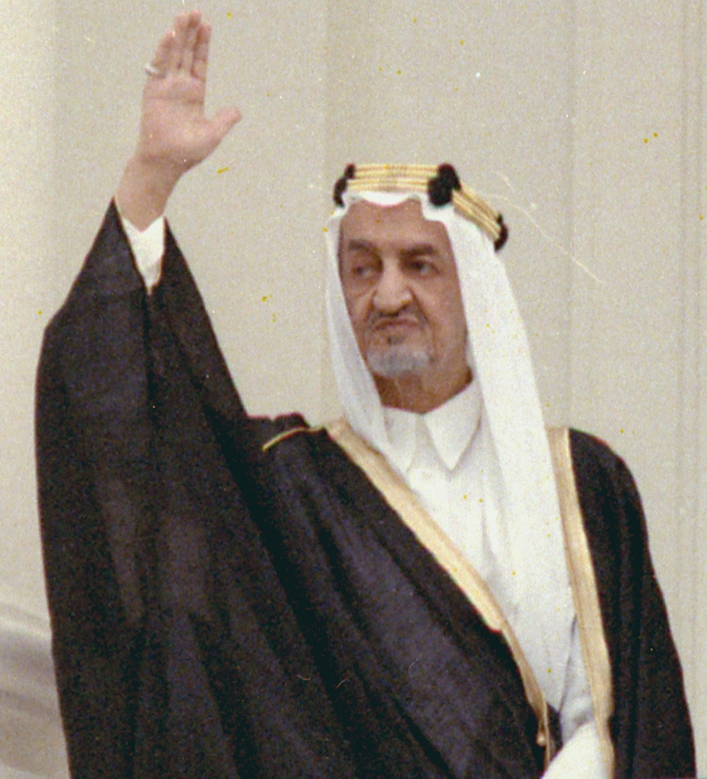
ファイサル / 3月25日没

## （1日 - 15日）
- 3月1日 - 松岡松平、政治家・衆議院議員（* 1904年）
- 3月2日 - 村野四郎、詩人（* 1901年）
- 3月4日 - 須原昭二、薬剤師・政治家・参議院議員（* 1927年）
- 3月5日 - 橋谷義孝、農学博士・実業家（* 1888年）
- 3月6日 - 石坂泰三、実業家（* 1886年）
- 3月7日 - ミハイル・バフチン、文芸評論家（* 1895年）
- 3月8日 - ジョージ・スティーヴンス、映画監督（* 1904年）
- 3月8日 - 遊佐正憲、水泳選手（* 1915年）
- 3月8日 - 黒川武雄、実業家・政治家（* 1893年）
- 3月10日 - 杉原美代太郎、陸軍軍人（* 1880年）
- 3月11日 - 万城目武雄、日本陸軍軍人（* 1891年）
- 3月12日 - 重森三玲、庭師（* 1896年）
- 3月12日 - 霜山精一、司法官僚・政治家（* 1884年）
- 3月13日 - イヴォ・アンドリッチ、作家・詩人・外交官（* 1892年）
- 3月14日 - 前田健二郎、建築家（* 1892年）
- 3月14日 - 本多延嘉、日本の新左翼活動家（* 1934年）
- 3月15日 - アリストテレス・オナシス、実業家（* 1906年）
- 3月15日 - 橘忠衛、英文学者（* 1909年）

## （16日 - 31日）
- 3月16日 - 土居通芳、映画監督・脚本家（* 1926年）
- 3月16日 - 小堀進、画家（* 1904年）
- 3月16日 - 山際正道、大蔵次官、第20代日本銀行総裁（* 1901年）
- 3月17日 - 小林宗之助、日本海軍軍人（* 1886年）
- 3月18日 - 藤井崇治、逓信官僚・電源開発総裁（* 1894年）
- 3月20日 - 石倉俊寛、政治家・日本海軍軍人（* 1880年）
- 3月20日 - 中川善之助、法学者（* 1897年）
- 3月21日 - ジョー・メドウィック、メジャーリーガー（* 1911年）
- 3月22日 - 阪本勝、政治家・劇作家・美術評論家（* 1899年）
- 3月22日 - 戒能通孝、法学者・弁護士（* 1908年）
- 3月25日 - ファイサル、サウジアラビア国王（* 1906年）
- 3月27日 - アーサー・ブリス、作曲家（* 1891年）
- 3月28日 - 守田勘彌 (14代目)、歌舞伎役者（* 1907年）
- 3月28日 - 佐賀ノ花勝巳、大相撲力士（* 1917年）
- 3月29日 - 田中菊雄、英語学者・英和辞典編纂者（* 1893年）
- 3月29日 - 堀井利勝、労働運動家・日本労働組合総評議会議長（* 1911年）
- 3月29日 - 杉山茂、実業家・政治家（* 1890年）
- 3月29日 - 村上一郎、文芸評論家（* 1920年）
- 3月30日 - 中村英子、女優（* 1951年）